# Enche-Tała
Enche-Tała (ros. Энхэ-Тала) – wieś (ułus) w Rosji, w Buriacji, w rejonie kiachtyńskim. W 2021 liczyła 156 mieszkańców.